# Aspet
Aspet is een gemeente in het Franse departement Haute-Garonne (regio Occitanie) en telt 923 inwoners (1999). De plaats maakt deel uit van het arrondissement Saint-Gaudens. Aspet telde op 1 januari 2022 914 inwoners.

## Geografie
De oppervlakte van Aspet bedroeg op 1 januari 2022 26,37 vierkante kilometer; de bevolkingsdichtheid was toen 34,7 inwoners per km².

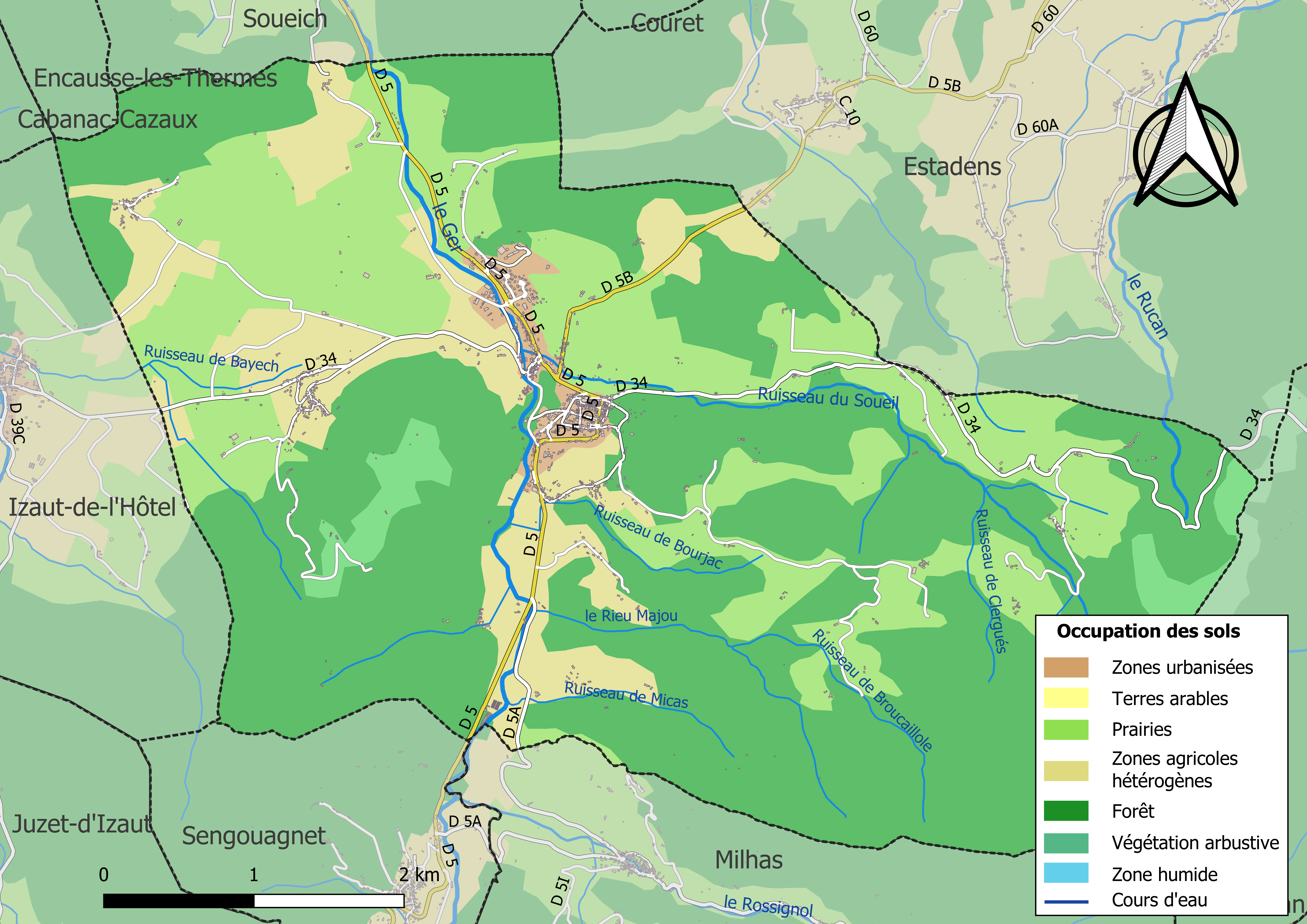
Kaart van de gemeente met belangrijkste infrastructuur, bodemgebruik en omliggende gemeenten

## Demografie
Onderstaande figuur toont het verloop van het inwonertal (bron: INSEE-tellingen).